# I liga polska w koszykówce mężczyzn (1977/1978)
Polska Liga Koszykówki 1977/1978 – 44. edycja najwyższej klasy rozgrywkowej w męskiej koszykówce w Polsce. Obrońcą tytułu mistrza Polski było Śląsk Wrocław, który zwyciężył w rozgrywkach Polskiej Ligi Koszykówki w sezonie 1976/1977. W rozgrywkach wystąpiło w sumie 10 zespołów.

## Tabela

### Grupa silniejsza
| Lp. | Drużyna         | M  | Mecze | Mecze | Punkty | Punkty | Punkty | Punkty   | Pkt |
| Lp. | Drużyna         | M  | W     | P     | +      | -      | +/-    | Stosunek | Pkt |
| --- | --------------- | -- | ----- | ----- | ------ | ------ | ------ | -------- | --- |
| 1.  | Wybrzeże Gdańsk | 30 | 21    | 9     | 2691   | 2424   | +267   | 1,1101   | 51  |
| 2.  | Śląsk Wrocław   | 30 | 20    | 10    | 2649   | 2452   | +197   | 1,0803   | 50  |
| 3.  | ŁKS Łódź        | 30 | 18    | 12    | 2247   | 2294   | -47    | 0,9795   | 48  |
| 4.  | Resovia Rzeszów | 30 | 13    | 17    | 2448   | 2440   | +8     | 1,0033   | 43  |

### Grupa słabsza
spadek do I ligi
| Lp. | Drużyna          | M  | Mecze | Mecze | Punkty | Punkty | Punkty | Punkty   | Pkt |
| Lp. | Drużyna          | M  | W     | P     | +      | -      | +/-    | Stosunek | Pkt |
| --- | ---------------- | -- | ----- | ----- | ------ | ------ | ------ | -------- | --- |
| 5.  | Lech Poznań      | 28 | 15    | 13    | 2559   | 2493   | +66    | 1,0265   | 43  |
| 6.  | Wisła Kraków     | 28 | 15    | 13    | 2451   | 2395   | +56    | 1,0234   | 43  |
| 7.  | Start Lublin     | 28 | 15    | 13    | 2193   | 2270   | -77    | 0,9661   | 43  |
| 8.  | Górnik Wałbrzych | 28 | 12    | 16    | 2526   | 2554   | -28    | 0,9890   | 40  |
| 9.  | Polonia Warszawa | 28 | 9     | 19    | 2379   | 2547   | -168   | 0,9340   | 37  |
| 10. | Baildon Katowice | 28 | 6     | 22    | 2201   | 2474   | -273   | 0,8897   | 34  |

Do ligi awansowały: Legia Warszawa i Turów Zgorzelec.

## Czołówka strzelców
1. Edward Jurkiewicz (Wybrzeże Gdańsk) - 1019
2. Eugeniusz Kijewski (Lech Poznań) - 855
3. Mieczysław Młynarski (Górnik Wałbrzych) - 824
4. Wojciech Fiedorczuk (ŁKS Łódź) - 658
5. Jan Kwasiborski (Polonia Warszawa) - 639
6. Jacek Kalinowski (Śląsk Wrocław) - 565
7. Andrzej Klee (Resovia Rzeszów) - 526
8. Wojciech Krzykała (Start Lublin) - 512
9. Eugeniusz Durejko (Lech Poznań) - 512
10. Jerzy Florczak (Start Lublin) - 499